# Podłęże (województwo świętokrzyskie)
Podłęże – wieś w Polsce, położona w województwie świętokrzyskim, w powiecie pińczowskim, w gminie Pińczów.
W latach 1975–1998 miejscowość położona była w województwie kieleckim.

## Położenie
Wieś położona jest na trasie z Pińczowa do Kielc, ok. 4 km od Pińczowa. Znajduje się tu około 100 domów. Zabudowa rozproszona jest na terenie o średnicy ok. 4 km. Jest to miejscowość typowo rolnicza, z jednym tylko zakładem przemysłowym – obróbki kamienia naturalnego. W miejscowości jest też sklep spożywczo-przemysłowy. W remizie strażackiej działa drużyna Ochotniczej Straży Pożarnej wyposażona w wóz strażacki.
Przeprawa przez rzekę Strugę Podłęską możliwa przez dwa mosty – na drodze wojewódzkiej 766 i na drodze powiatowej Podłęże-Janów. Rzeczka jest płytka, ma przeważnie głębokość zaledwie od kilku do kilkudziesięciu centymetrów, jednak miejscami płynie głębokim korytem (od 1,5 do 5 m) z miejscowymi odsłonięciami wapieni jurajskich.
Pomiędzy wsią Podłęże a Brzeście znajdują się tereny tzw. torfowisk gdzie wydobywano torf na potrzeby lokalne. Pozostały tu rozpadliny po wydobyciu.Ostatnie informacje o wydobyciu pochodzą z lat 50.

## Części wsi
| SIMC    | Nazwa      | Rodzaj    |
| ------- | ---------- | --------- |
| 0263314 | Łączki     | część wsi |
| 0263320 | Piaski     | część wsi |
| 0263337 | Podlesie   | część wsi |
| 0263343 | Stara Wieś | część wsi |

## Historia
Długosz podaje że wieś Podłęże w roku 1441 należy do Jakuba Podłęskiego herbu Leliwa. W kwietniu 1443 wieś miała już nowego właściciela – Bernarda z Chełmiec, a po nim jego syna Jana.Ród Oleśnickich nabył Podłęże przed marcem 1447 kiedy to w dokumencie związanym z powstaniem klasztoru w Pińczowie z 15 marca 1447 wzmiankowano, iż przeor konwentu pińczowskiego otrzymał od wojewody sandomierskiego Jana Głowacza, wieś Podłęże.
Kolejne wzmianki o miejscowości pochodzą z zapisów w księgach metrykalnych Pińczowa z lat 1632–1674 oraz z czasów potopu szwedzkiego. Miała się tu znajdować karczma, która została spalona, lecz nie wiadomo przez które wojska. Wieś była własnością klasztoru w Pińczowie do 6 czerwca 1819 roku, kiedy to na mocy dekretu prymasa Franciszka Skarbka Malczewskiego nastąpiła kasata klasztoru paulinów w Pińczowie. Folwark w Podłężu zajęły władze na rzecz funduszu ogólnoreligijnego.
Wcześniej często wieś padała ofiarą konfliktów paulinów z miejscowymi możnymi. Mikołaj Oleśnicki przed 1566 r. zagarnął mienie wsi, przez co jego spadkobiercy musieli wypłacić odszkodowanie w wysokości 2000 florenów (sprzedali na ten poczet Pińczów). W 1697 roku Stefan Bidziński, wojewoda sandomierski, pan wsi Czechów i Janów dokonał najazdu na Podłęże siłami 60 dragonów konnych oraz chłopów uzbrojonych w kije, siekiery i kosy. Zabrano łupy, porwano także trzech kmieci (Józefa Cieślika, Jana Jarosika i Marcina Mielcarza), których pobito i odstawiono do na pół roku do chęcińskich lochów. Po śmierci Stefana Bidzińskiego w 1705 r. spadkobiercy ponownie weszli w konflikt z paulinami, co zakończyło się kolejnym najazdem.
W latach 1707–1708 w Pińczowie i okolicach panowała epidemia. W związku z tym przez półtora roku śluby i chrzty parafialne odprawiano w kaplicy w Podłężu. Kaplica nie zachowała się do czasów obecnych. 14 września 1714 roku hetman Adam Mikołaj Sieniawski wydał ordynans, na mocy którego wieś Podłęże została uwolniona od wszelkich ciężarów wojskowych. Zapewne wydano go na skutek starań paulinów, aby nie odrywać od pracy kmieci i nie obciążać daninami wsi, z której czerpali pożytki.
W 1771 r. nastąpił spór z ówczesnym właścicielem Czechowa, Michałem Siemońskim, który oskarżył klasztor o pogwałcenie kopców i granic pomiędzy Czechowem a Podłężem. Sprawa trafiła do sądu, który odrzucił roszczenia Siemońskiego. Temat granic pomiędzy wsiami pojawiał się jeszcze w 1778 roku. Zakon paulinów, skłócony z margrabiami pińczowskimi oraz pińczowskim proboszczem, Hugo Kołłątajem opuścił w końcu klasztor i przylegające do niego majątki. Zakonnicy powrócili tu jeszcze na krótko w 1800 r. i zastali majątek w Podłężu zaniedbany i opuszczony. Jak już wspomniano w 1819 nastąpiła kasata klasztoru, a folwark w Podłężu trafił w nowe ręce.
W okresie międzywojennym przez Podłęże przebiegały tory wąskotorowej Pińczowskiej Kolejki Dojazdowej. Linię o szerokości torów 600 mm otwarto 3 maja 1924 roku. Linia działała do 1949 roku. Tory rozebrano w 1950 roku. Obecnie pozostał nasyp biegnący wzdłuż drogi wojewódzkiej nr 766 Pińczów-Morawica. W miejscowości nie było przystanku tej kolei, najbliższy o nazwie Erdmanówka znajdował się w miejscowości Nowa Wieś, będącej obecnie w granicach Pińczowa.Stacja znajdowała się naprzeciwko obecnych Pińczowskich Zakładów Kamienia Budowlanego.
W skorowidzu miejscowości Rzeczypospolitej Polskiej wydanej w Książnicy Naukowej w Przemyślu jest wymieniona miejscowość i folwark Podłęże, jako najbliższy telegraf i telefon wskazano Pińczów.
Znajdowały się tu dwa młyny, napędzane wodami małej rzeczki Strugi Podłęskiej, uległy one zniszczeniu na początku XX w.Jeden którego właścicielem była rodzina Pilarków znajdował się w centrum wsi.Drugi był zbudowany w górnej części biegu rzeki i według opowieści starszych mieszkańców służył do mielenia na kaszę. Znajdował się także drewniany dworek szlachecki, właścicielem majątku i folwarku Podłęże do lat powojennych była rodzina Dobrowolskich.Po wojnie majątek został rozsprzedany, a dworek rozebrany po II wojnie światowej przez nowego właściciela.
W kampanii wrześniowej 1939 roku od Podłęża Niemcy z 3 Dywizji Lekkiej (dowódca gen. mjr Adolf Kuntzen)zaatakowali pozycje broniącego się w Brześciu 5 Pułku Strzelców Konnych (dowódca płk Kazimierz Kosiarski) z Krakowskiej Brygady Kawalerii.Pozycje obronne utrzymano.Brygada wycofała się na rozkaz w kierunku linii Wisły.Sam Pińczów został zajęty 7 września bez walki przez 27 Dywizję Piechoty, której pododdziały w odpowiedzi na ostrzelanie przez kilkuosobową grupę żołnierzy polskich i cywilów spalił większą część Pińczowa i rozstrzelał wiele osób (relacje mówią o nawet 200 osobach). Z opowiadań mieszkańców wynika że do kopania torfu wykorzystywano Żydów z Pińczowa.
W okresie drugiej wojny światowej wieś została dotknięta represjami okupanta niemieckiego- po donosie kolaboranta rodzina Mazurów została aresztowana nocą, przewieziona do Kielc, a potem zesłana do obozu koncentracyjnego gdzie cała zginęła. Przyczyną aresztowania było doniesienie o współpracy z partyzantami jednego z członków rodziny.
W okolicznych lasach w czasie II wojny światowej podczas ofensywy styczniowej znajdowały się stanowiska artylerii, do chwili obecnej znajdowane są składy amunicji.Okolic Pińczowa i Podłęża broniła niemiecka 17 Dyw.Pancerna, która kontruderzeniem (ok. 50 czołgów ze wsparciem piechoty)na Chmielnik próbowała odrzucić jednostki Frontu Ukraińskiego. W wyniku walk w lasach na zachód od Chmielnika (wieś Holendry)jednostki niemieckie zostały rozbite.Atakujący 73 Korpus wojsk radzieckich z 52 Armii wbił się między rozbite jednostki (uderzała 50 Dywizja Piechoty ze wsparciem 152 Brygady Pancernej) i dotarł do Nidy wieczorem 13 stycznia. Podłęże zostało wyzwolone 13 stycznia.Mimo iż wieś nie była broniona, gdyż front się załamał kilka budynków zostało zniszczonych przez wkraczające wojska radzieckie. W przekazach ustnych zachowały się relacje o dobijaniu niemieckich rannych i jeńców przez żołnierzy radzieckich.Na terenach w pobliżu obecnego sklepu spożywczego oddziały radzieckie zorganizowały obozowisko.
Po stronie wschodniej wsi biegły tory kolei o normalnym rozstawie torów, wybudowane po II wojnie światowej, które kończyły się w Pińczowie. Była to linia towarowa zaopatrująca zakłady przemysłowe. Po roku 1989 okazały się niepotrzebne i zostały rozebrane około roku 1995.
Lokalna legenda mówi że tereny tzw. Carowych Górek (południowa część Podłęża) były miejscem corocznych ćwiczeń kawalerii rosyjskiej z garnizonu pińczowskiego, gdzie stacjonował 14. Jamburgski Pułk Dragonów. Efektem miało być naniesienie na kopytach koni warstwy nieurodzajnego piasku na tutejszą lepszą glebę.

## Zabytki
W Podłężu znajduje się figurka na miejscu zbiorowej mogiły zmarłych w czasie zarazy w XIX w.Ponoć pochowano tam również zabitych w czasie przejścia frontu w 1945 roku, ale nie jest to oznaczone.